# Peter Safran
Peter Safran (ur. 22 listopada 1965 w Londynie) – brytyjsko-amerykański producent filmowy i menedżer. Od 2022 wraz z Jamesem Gunnem pełni funkcję współzarządzającego i dyrektora generalnego DC Studios.

## Życiorys
Safran dorastał w Wielkiej Brytanii. Ukończył studia na Uniwersytecie Princeton. Obronił doktorat z prawa na New York University School of Law. Pracował jako adwokat korporacyjny w Nowym Jorku, a następnie został asystentem w UTA.

### Kariera filmowa
Do 1998 roku był menedżerem w Gold-Miller Co. Następnie przez pięć lat pracował w Brillstein-Grey, a w 2003 roku został mianowany prezesem Brillstein-Grey Management. Miał ponad 200 klientów, m.in. Brada Pitta, Jennifer Aniston, Adama Sandlera, Nicolasa Cage’a i Courteney Cox. W 2006 roku odszedł z Brillstein-Grey, aby uruchomić The Safran Company, gdzie przeszli także wszyscy jego klienci. Jako menedżer reprezentował Seana Combsa, Adama Shankmana, Davida Hyde’a Pierce’a, Jennifer Lopez i Brooke Shields.
Safran zdołał rozwinąć Uniwersum Obecności i wyprodukować takie filmy jak Aquaman, Shazam!, Legion samobójców: The Suicide Squad, Shazam! Gniew bogów i serial Peacemaker.
W październiku 2022 roku Safran i James Gunn zostali mianowani współzarządzającymi DC Studios, nadzorując projekty filmowe, telewizyjne i animacyjne. Gunn będzie zajmował się aspektami kreatywnymi, natomiast Safran stroną biznesową. Obaj oficjalnie objęli swoje stanowiska 1 listopada 2022 roku.

## Filmografia

### Filmy
| Rok  | Tytuł                                | Rola                 | Źródła                             |
| ---- | ------------------------------------ | -------------------- | ---------------------------------- |
| 1997 | RocketMan                            | producent            | [ 13 ] [ 14 ] [ 15 ] [ 16 ] [ 17 ] |
| 1998 | Zakręcony                            | producent wykonawczy | [ 13 ] [ 14 ] [ 15 ] [ 16 ] [ 17 ] |
| 2000 | Straszny film                        | producent wykonawczy | [ 13 ] [ 14 ] [ 15 ] [ 16 ] [ 17 ] |
| 2000 | The Specials                         | producent wykonawczy | [ 13 ] [ 14 ] [ 15 ] [ 16 ] [ 17 ] |
| 2004 | My Baby’s Daddy                      | producent wykonawczy | [ 13 ] [ 14 ] [ 15 ] [ 16 ] [ 17 ] |
| 2004 | Connie i Carla                       | producent wykonawczy | [ 13 ] [ 14 ] [ 15 ] [ 16 ] [ 17 ] |
| 2004 | Jiminy Glick in Lalawood             | producent            | [ 13 ] [ 14 ] [ 15 ] [ 16 ] [ 17 ] |
| 2005 | The Long Weekend                     | producent wykonawczy | [ 13 ] [ 14 ] [ 15 ] [ 16 ] [ 17 ] |
| 2008 | Poznaj moich Spartan                 | producent            | [ 13 ] [ 14 ] [ 15 ] [ 16 ] [ 17 ] |
| 2008 | Nawiedzona narzeczona                | producent            | [ 13 ] [ 14 ] [ 15 ] [ 16 ] [ 17 ] |
| 2008 | Totalny kataklizm                    | producent            | [ 13 ] [ 14 ] [ 15 ] [ 16 ] [ 17 ] |
| 2009 | My Life in Ruins                     | producent wykonawczy | [ 13 ] [ 14 ] [ 15 ] [ 16 ] [ 17 ] |
| 2009 | Za jakie grzechy                     | producent            | [ 13 ] [ 14 ] [ 15 ] [ 16 ] [ 17 ] |
| 2010 | Wampiry i świry                      | producent            | [ 13 ] [ 14 ] [ 15 ] [ 16 ] [ 17 ] |
| 2010 | Pogrzebany                           | producent            | [ 13 ] [ 14 ] [ 15 ] [ 16 ] [ 17 ] |
| 2011 | Flypaper                             | producent            | [ 13 ] [ 14 ] [ 15 ] [ 16 ] [ 17 ] |
| 2011 | Elephant White                       | producent            | [ 13 ] [ 14 ] [ 15 ] [ 16 ] [ 17 ] |
| 2012 | Bankomat                             | producent            | [ 13 ] [ 14 ] [ 15 ] [ 16 ] [ 17 ] |
| 2012 | True Love                            | producent            | [ 13 ] [ 14 ] [ 15 ] [ 16 ] [ 17 ] |
| 2013 | Trefny wóz                           | producent            | [ 13 ] [ 14 ] [ 15 ] [ 16 ] [ 17 ] |
| 2013 | Hours                                | producent            | [ 13 ] [ 14 ] [ 15 ] [ 16 ] [ 17 ] |
| 2013 | Mindscape                            | producent            | [ 13 ] [ 14 ] [ 15 ] [ 16 ] [ 17 ] |
| 2013 | The Starving Games                   | producent            | [ 13 ] [ 14 ] [ 15 ] [ 16 ] [ 17 ] |
| 2013 | Best Night Ever                      | producent            | [ 13 ] [ 14 ] [ 15 ] [ 16 ] [ 17 ] |
| 2013 | Obecność                             | producent            | [ 13 ] [ 14 ] [ 15 ] [ 16 ] [ 17 ] |
| 2014 | Annabelle                            | producent            | [ 13 ] [ 14 ] [ 15 ] [ 16 ] [ 17 ] |
| 2015 | Dark Places                          | producent wykonawczy | [ 13 ] [ 14 ] [ 15 ] [ 16 ] [ 17 ] |
| 2015 | The Atticus Institute                | producent            | [ 13 ] [ 14 ] [ 15 ] [ 16 ] [ 17 ] |
| 2015 | Superfast!                           | producent            | [ 13 ] [ 14 ] [ 15 ] [ 16 ] [ 17 ] |
| 2015 | Summer Camp                          | producent            | [ 13 ] [ 14 ] [ 15 ] [ 16 ] [ 17 ] |
| 2015 | Martyrs                              | producent            | [ 13 ] [ 14 ] [ 15 ] [ 16 ] [ 17 ] |
| 2016 | Wybór                                | producent            | [ 13 ] [ 14 ] [ 15 ] [ 16 ] [ 17 ] |
| 2016 | The Belko Experiment                 | producent            | [ 13 ] [ 14 ] [ 15 ] [ 16 ] [ 17 ] |
| 2016 | Mine                                 | producent            | [ 13 ] [ 14 ] [ 15 ] [ 16 ] [ 17 ] |
| 2016 | Within                               | producent            | [ 13 ] [ 14 ] [ 15 ] [ 16 ] [ 17 ] |
| 2016 | The Worthy                           | producent            | [ 13 ] [ 14 ] [ 15 ] [ 16 ] [ 17 ] |
| 2016 | Obecność 2                           | producent            | [ 13 ] [ 14 ] [ 15 ] [ 16 ] [ 17 ] |
| 2016 | Wataha u drzwi                       | producent            | [ 13 ] [ 14 ] [ 15 ] [ 16 ] [ 17 ] |
| 2017 | Annabelle: Narodziny zła             | producent            | [ 13 ] [ 14 ] [ 15 ] [ 16 ] [ 17 ] |
| 2017 | Krucyfiks                            | producent            | [ 13 ] [ 14 ] [ 15 ] [ 16 ] [ 17 ] |
| 2017 | Linia życia                          | producent            | [ 13 ] [ 14 ] [ 15 ] [ 16 ] [ 17 ] |
| 2018 | Zakonnica (film 2018)                | producent            | [ 13 ] [ 14 ] [ 15 ] [ 16 ] [ 17 ] |
| 2018 | Aquaman                              | producent            | [ 13 ] [ 14 ] [ 15 ] [ 16 ] [ 17 ] |
| 2019 | Valley of the Gods                   | producent wykonawczy | [ 13 ] [ 14 ] [ 15 ] [ 16 ] [ 17 ] |
| 2019 | Shazam!                              | producent            | [ 13 ] [ 14 ] [ 15 ] [ 16 ] [ 17 ] |
| 2019 | Annabelle wraca do domu              | producent            | [ 13 ] [ 14 ] [ 15 ] [ 16 ] [ 17 ] |
| 2021 | Obecność 3: Na rozkaz diabła         | producent            | [ 13 ] [ 14 ] [ 15 ] [ 16 ] [ 17 ] |
| 2021 | Legion samobójców: The Suicide Squad | producent            | [ 13 ] [ 14 ] [ 15 ] [ 16 ] [ 17 ] |
| 2022 | I Want You Back                      | producent            | [ 13 ] [ 14 ] [ 15 ] [ 16 ] [ 17 ] |
| 2023 | Shazam! Gniew bogów                  | producent            | [ 13 ] [ 14 ] [ 15 ] [ 16 ] [ 17 ] |
| 2023 | Blue Beetle                          | producent            | [ 13 ] [ 14 ] [ 15 ] [ 16 ] [ 17 ] |
| 2023 | Zakonnica 2                          | producent            | [ 13 ] [ 14 ] [ 15 ] [ 16 ] [ 17 ] |
| 2023 | Aquaman i Zaginione Królestwo        | producent            | [ 13 ] [ 14 ] [ 15 ] [ 16 ] [ 17 ] |

### Seriale telewizyjne
| Rok   | Tytuł      | Źródła        |
| ----- | ---------- | ------------- |
| 2006  | Heist      | [ 18 ] [ 19 ] |
| 2022– | Peacemaker | [ 20 ]        |